# 핵확산
핵확산(核擴散, 영어: Nuclear proliferation)이란 핵무기 보유국의 증가 또는 핵무기 미보유국의 핵무기 관련 기자재, 제조시설, 관련시설 등의 보급을 의미한다.

## 비확산 노력
미국 정부는 8년마다 한번 씩 NPR이라는 보고서를 발간하여, 핵비확산을 노력중이다. 미국 CIA는 정보담당 부국장 산하에 6개의 초국가적그룹 중 핵확산방지그룹이 핵확산을 막기 위한 정보 수집 및 분석을 하고 있다.

## 각국의 핵확산

### 대한민국
1978년 9월 백곰 미사일의 시험발사에 성공했다. 1970년 일본이 라이선스 생산했다는 미국의 나이키 허큘리스 미사일 핵미사일을 독자 국산화한 것이다. 세계 7번째 미사일 개발이라고 당시 언론이 크게 보도했다. 1979년 2월 박정희 대통령은 현재 핵개발이 88% 이상 완성되었다며 1983년에는 핵미사일의 완성이 가능할 것이라고 내다보았으나 그해 10월에 김재규의 총격을 받고 사망했다.

### 일본
1970년 미국 핵미사일을 나이키 J 미사일로 라이선스 생산했다. 당시 이 수준의 미사일은 정확도와 비용문제 때문에 핵탄두만이 유용했다. 2002년 5월 아베 신조 총리는 "원자폭탄을 갖는 일이 일본 헌법상 아무런 문제가 없다."고 말했다.

### 이스라엘
이스라엘은 200기의 핵미사일을 보유한 것으로 추정되고 있다. 완전조립상태가 아니라 분해된 상태로 있으며, 유사시 며칠만에 조립할 수 있게 준비되어 있는 상태라는 관측도 있다.

## 같이 보기
- 핵 확산 금지 조약